# Piet Dam

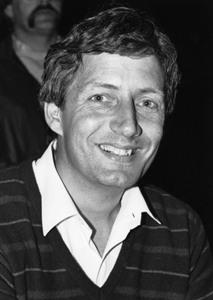
Piet Dam (1985)

Pieter "Piet" Dam (Puttershoek, 23 oktober 1946 – Strijen, 20 februari 2008) was een Nederlands autocoureur en rallycrosser.
Dam was meervoudig Nederlands rallycross-kampioen. In de jaren tachtig behaalde hij onder meer vijf keer de titel van de ‘International Dutch Rallycross’. In 1981 werd hij tweede bij het Europees Kampioenschap achter de Noor Martin Schanche. In de jaren zeventig en tachtig reed hij voornamelijk  in een BMW 320 (van 1984 tot en met 1986 met vierwielaandrijving), waarbij hij een meester was in het driften. Op het circuit van Zandvoort behaalde hij in 1989 de klassetitel met een BMW 325 in de groep A-divisie voor auto’s met een cilinderinhoud tot 2500 cc.
Piet Dam was een ploeggenoot van Tinus Korevaar, die onder andere bekend werd op televisie met AVRO's rallycross op het Eurocircuit van Valkenswaard, waar ook coureur Jan de Rooy vaak te vinden was. 
Piet Dam overleed na een ziekbed op 61-jarige leeftijd.